# Joseph Bennett (attore statunitense)
Joseph Bennett (Los Angeles, 28 agosto 1894 – Hollywood, 3 dicembre 1931) è stato un attore statunitense che lavorò a Hollywood all'epoca del muto.

## Filmografia
- Indiscreet Corinne, regia di John Francis Dillon (1917)
- Limousine Life, regia di John Francis Dillon (1918)
- Faith Endurin', regia di Clifford Smith (1918)
- The Love Brokers, regia di E. Mason Hopper (1918)
- The Last Rebel, regia di Gilbert P. Hamilton (1918)
- Marked Cards, regia di Henri D'Elba (1918)
- The Golden Fleece, regia di Gilbert P. Hamilton (1918)
- The Grey Parasol, regia di Lawrence C. Windom (1918)
- The Reckoning Day, regia di Roy Clements (1918)
- Crown Jewels, regia di Roy Clements (1918)
- Man's Desire, regia di Lloyd Ingraham (1919)
- The Dangerous Little Devil - cortometraggio (1919)
- The Feud, regia di Edward LeSaint (1919)
- The Terror, regia di Jacques Jaccard (1920)
- Youth's Desire (1920)
- The Gamesters, regia di George L. Cox (1920)
- The Home Stretch, regia di Jack Nelson (1921)
- The Night Horsemen, regia di Lynn Reynolds (1921)
- L'amore non muore mai (Love Never Dies), regia di King Vidor (1921)
- A Daughter of the Law, regia di Jack Conway (1921)
- Their Mutual Child, regia di George L. Cox (1921)
- Elope If You Must, regia di C.R. Wallace (1918)
- Barbara Frietchie, regia di Lambert Hillyer (1924)
- Trigger Fingers, regia di B. Reeves Eason (1924)
- Flashing Spurs, regia di B. Reeves Eason (1924)
- Breed of the Border, regia di Harry Garson (1924)
- Cold Nerve, regia di J.P. McGowan (1925)
- The Sign of the Claw, regia di Reeves Eason (1926)
- The Man in the Shadow, regia di David Hartford (1926)
- The Valley of Hell, regia di Clifford Smith (1927)
- God's Great Wilderness, regia di David Hartford (1927)
- Colpire al centro (Straight Shootin' ), regia di William Wyler (1927)
- Somewhere in Sonora, regia di Albert S. Rogell (1927)
- Men of Daring, regia di Albert S. Rogell (1927)
- Three Miles Up, regia di Bruce Mitchell (1927)
- Wolf's Trail, regia di Francis Ford (1927)
- The Shepherd of the Hills, regia di Albert S. Rogell (1928)
- Won in the Clouds, regia di Bruce Mitchell (1928)
- Vultures of the Sea, regia di Richard Thorpe (1928)
- The Lariat Kid, regia di B. Reeves Eason (1929)
- The Girl Who Wouldn't Wait, regia di Leon Abrams (1929)
- After the Fog, regia di Leander De Cordova (1929)